# Илкка, Яакко
Яакко Пентинпойка Илкка (фин. Jaakko Pentinpoika Ilkka) (ок. 1550—1597) — финский крестьянин из Похьянмаа, предводитель крестьянского восстания, известного под названием «Дубинная война». В начале 1590-х годов принимал участие в русско-шведской войне. В начале 1596 года был арестован, но бежал. В том же году был избран военным предводителем восстания. В начале 1597 года был пойман людьми маршала Класа Флеминга и четвертован. Дубинной войне и судьбе Яакко Илкки посвящены многие произведения финской культуры.

## Биография до 1595 года
Яакко Пентинпойка Илкка родился в Северной Остроботнии примерно в 1550 году в семье Пентти Яаконпойки (ум. ок. 1585), зажиточного крестьянина-землевладельца, судебного заседателя. Хозяйство Пентти Яаконпойки, называвшееся Илккала, было вторым по размеру в волости, оно состояло более чем из пяти гектаров пашни, трёх лошадей и двадцати голов крупного рогатого скота. Яакко Илкка руководил им с 1585 года, а до этого в основном занимался торговлей. Продолжил он заниматься торговлей и после того, как встал по главе хозяйства; также он занимался перевозкой товаров, уплачиваемых в казну в качестве налога. В частности, известно о его поездке в 1586 году в Эстонию в качестве перевозчика грузов, а также о том, что он продавал в Стокгольм масло и дёготь.
C 1586 года в течение трёх лет Яакко Илкка занимал должность ленсмана, в связи с чем был освобождён от уплаты налогов. Позже Илкка снова был освобождён от уплаты налогов после того, как, закупив кавалерийское снаряжение, стал рустгалтером (землевладельцем, который обязуется содержать конного воина). В 1591—1592 годах во время очередной русско-шведской войны Илкка участвовал в российских походах маршала Класа Флеминга (ок. 1535—1597), наместника Финляндии и Эстляндии; известно, что во время этих кампаний шведская армия однажды дошла до Новгорода (1591), однако существенных территориальных завоеваний Флемингу добиться не удалось.

## Участие в Дубинной войне

### Начало восстания
На риксдаге (шведском парламенте) в Сёдерчёпинге в октябре 1595 года герцог Карл Сёдерманландский был провозглашён регентом, при этом риксдаг постановил, что указы Сигизмунда III (Короля польского и Великого князя литовского, а с 1594 года — Короля шведского), находящегося в Польше, теперь будут вступать в силу только после утверждения их Государственным советом Швеции. На съезде финляндского дворянства, которое состоялось в Або в январе 1596 года, Флеминг дал понять, что не намерен следовать указаниям из Швеции и будет и дальше выполнять указания Сигизмунда III. Швеция в результате противостояния Флеминга и Карла Сёдерманландского (будущего короля Карла IX) оказалась на пороге гражданской войны.
Крестьянское восстание в Финляндии, позже получившее название «Дубинной войны», началось в ноябре 1596 года в Остроботнии. Точные обстоятельства начавшегося восстания историкам неизвестны, однако основной причиной этого восстания было тяжёлое положение крестьян, обусловленное в том числе и действовавшей при Флеминге постойной повинностью (воинским постоем), которая стала особенно обременительной во время русско-шведской войны 1590—1595 годов. В мае 1595 году война была закончена подписанием Тявзинского мирного договора о «вечном мире» между Русским царством и Швецией, однако положение крестьян в связи с этим никак не изменилось. Крестьяне искали в качестве своего военного предводителя человека, который имел бы опыт военного руководства, однако все подходящие кандидатуры отказались. Роль военного предводителя досталась Яакко Илкка как единственному из руководителей восстания, кто имел хоть какой-то военный опыт.

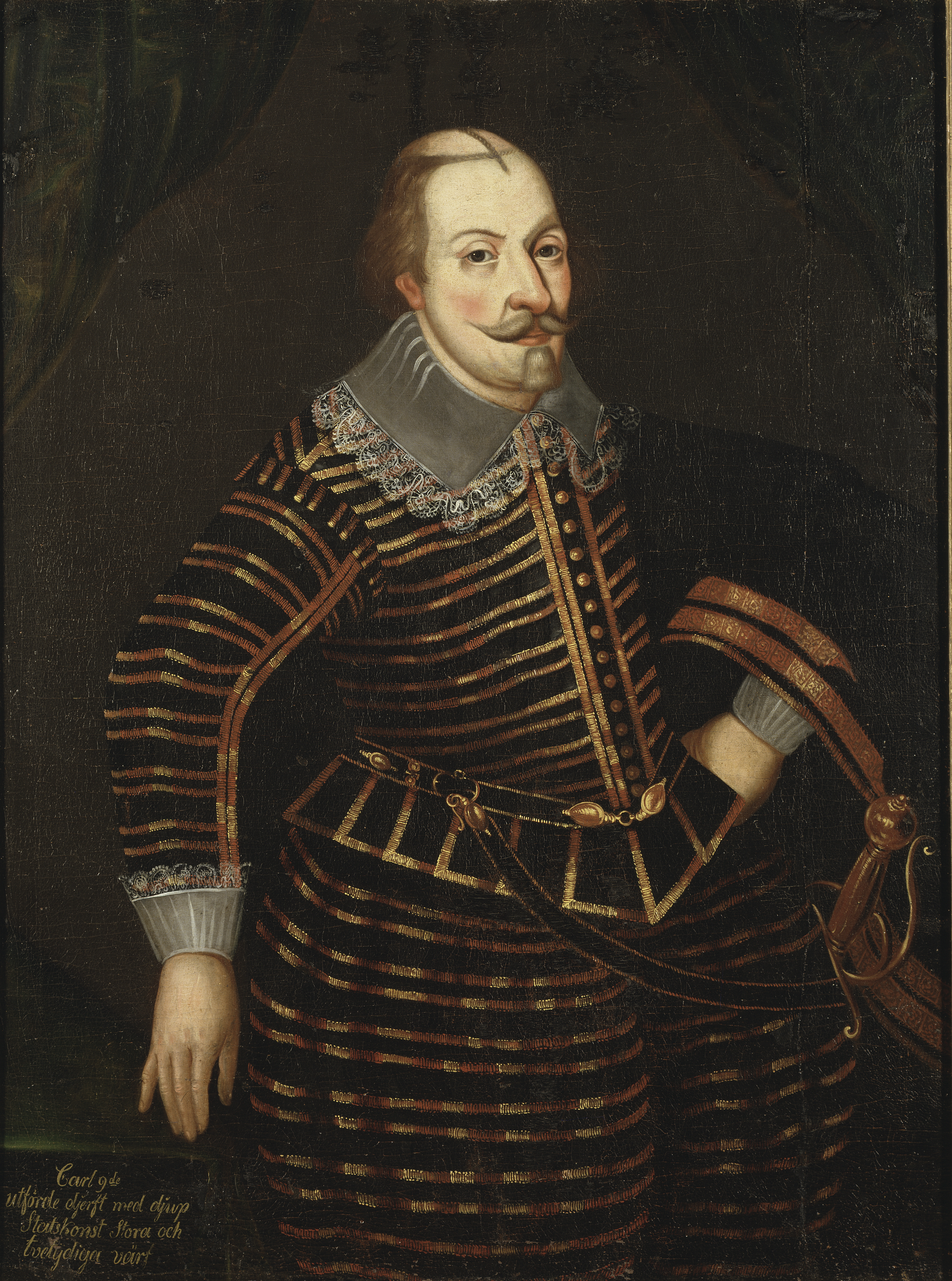
Герцог Карл Сёдерманландский, позже — король Карл IX

Относительно того, какова была роль в начавшемся восстании регента, Карла Сёдерманландского, мнение историков расходятся. Возможно, начиная восстание, крестьяне надеялись, что регент пришлёт им помощь из Швеции. Имеется предположение, что Карл, которому крестьяне передали свои жалобы, посоветовал им расправиться с притеснителями самостоятельно. Современный финский историк Хенрик Мейнандер считает, что крестьянское восстание против Флеминга было поднято именно герцогом Карлом. Подтверждением того, что восстание было направлено именно против Флеминга, но не против королевской власти как таковой, можно считать тот факт, что восставшие уничтожали усадьбы находившихся на службе у Флеминга дворян, но не трогали собственность короны; в частности, не пострадало оказавшееся в центре событий поместье Лиуксиала, в котором жила Каарина Маунунтютяр (Карин Монсдоттер) (1550—1612), вдовствующая королева Швеции, жена покойного короля Эрика XIV.
Точная причина, по которой к восстанию примкнул такой состоятельный крестьянин-землевладелец, как Яакко Илкка, также точно неизвестна, однако имеется информация о его контактах в конце 1595 года с Хансом Хансинпойкой Форделем, ленсманом Пиетарсаари, который, по мнению историков, был авторитетным представителем Карла Сёдерманландского в Похъянмаа. Вскоре после встречи с Форделем Яакко Илкка попытался забрать у конников (конных солдат, которых крестьяне содержали в качестве повинности) собранное ими у крестьян зерно, ориентируясь на те обещания, которые давал регент после завершения войны с Россией, однако эта попытка закончилась его арестом. Он содержался в крепости в Або (Турку), но ему удалось бежать. В этой ситуации у него, видимо, не было другого выбора, кроме как продолжить восстание в более широких масштабах.

### Подавление восстания, смерть
План восставших заключался в том, чтобы силы из разных провинций продвигались в одном направлении — в сторону Або. К рождеству 1596 года крестьяне вышли в район Нокиа. Поскольку маршал Флеминг готовился к возможному военному нападению со стороны регента, Карла Сёдерманландского, его войска были в постоянной готовности. На борьбу с крестьянской армией Флеминг выделил около трёх тысяч солдат. Первые стычки крестьян с небольшими группами армии Флеминга прошли с переменным успехом, однако 31 декабря маршал прибыл в район боевых действий с основными силами.

Современный герб муниципалитета Илмайоки, на котором отражены атрибуты Дубинной войны

Флеминг сделал крестьянам предложение выдать руководителей, обещая им за это мир и возможность свободного возвращения домой, после чего настроение среди рядовых крестьян резко изменилось. Связано это было в том числе и с тем, что восставшие, собирая войско, постановили, что в поход должны отправиться все пригодные для службы мужчины, в результате среди участников было немало таких, кто был против восстания, но вынужден был скрывать своё отношение к происходящему; теперь же многие стали выражать своё несогласие открыто. Иллка со своими помощниками, узнав о происходящем, пустился в бегство. Поскольку крестьяне уже не могли выполнить требование Флеминга о выдаче руководителей, они также пустились в бегство. Флеминг отправил в погоню свою кавалерию, в результате было убито несколько сот крестьян.
Очень скоро руководители восстания вместе с Илкка были пойманы, причём известно, что активную помощь властям оказали некоторые крестьяне, недавно участвовавшие в восстании. В конце января 1597 года (предположительно, 27 января) Яакко Илкка вместе с другими руководителями был четвертован в Контсаансаари на Кюрёнйоки, около старой каменной церкви Исокюрё. Его труп был доставлен в Илмайоки, где прошли скромные похороны.
Первый этап Дубинной войны по имени руководителя восстания в финской историографии называют «Войной Иллки». В феврале 1597 года Дубинная война продолжилась — крестьяне Похъянмаа вновь восстали, однако в сражении при Сантавуори крестьянская армия также была разбита войсками Флеминга; восстания в провинциях Саво и Хяме также были подавлены.

## Семья
О жене Яакко Илкка исторических сведений не сохранилось. Известно об одном его сыне: Йоосеф Яаконпойка родился примерно в 1580 году, занимал должность бургомистра и умер в 1668 году.

## Яакко Илкка в финской культуре

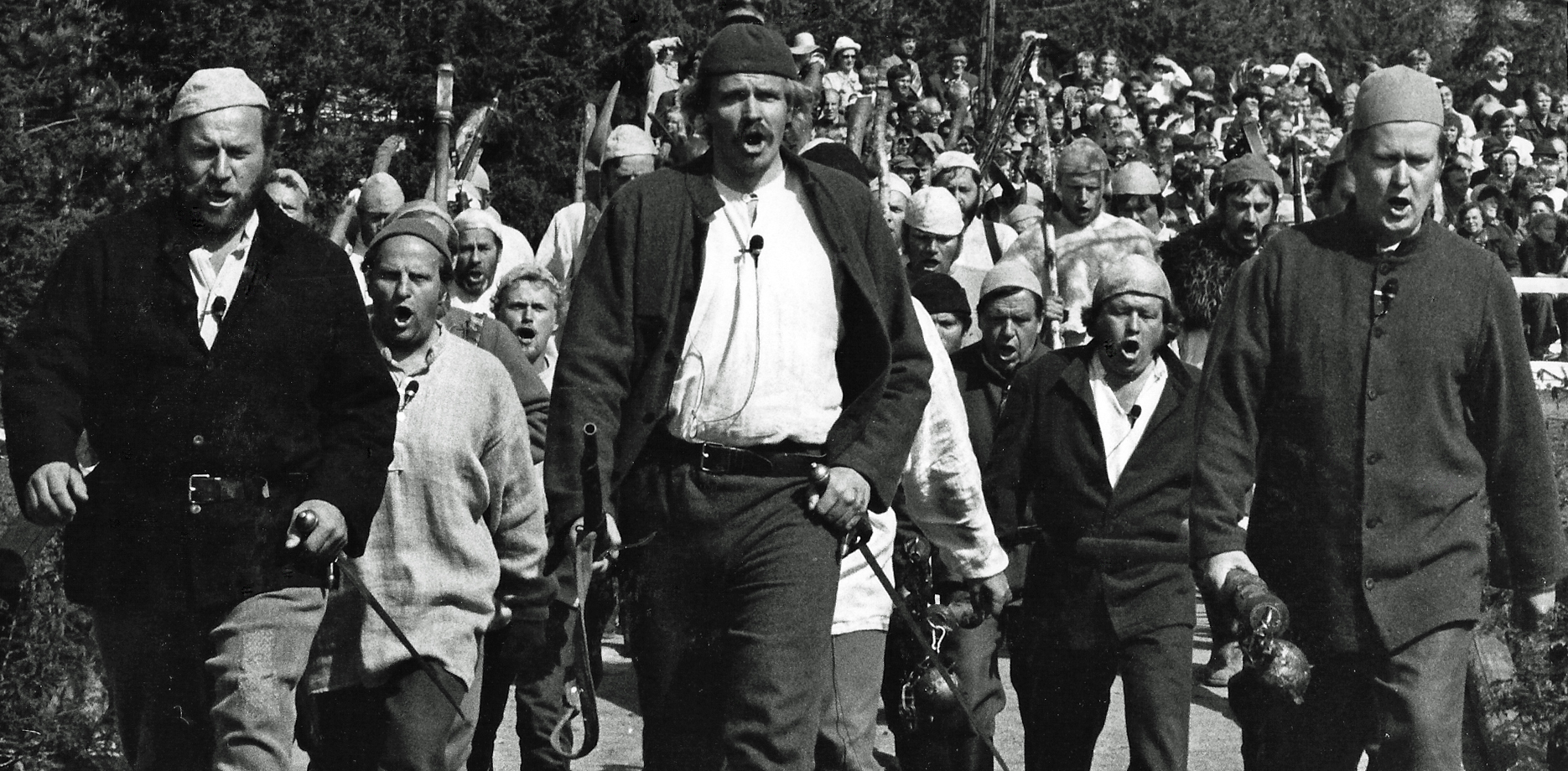
Сцена из оперы «Яакко Илкка». Музыкальный фестиваль в Ильмайоки (1978)

Дубинная война стала наиболее крупным народным восстанием в истории Финляндии, легенды об этих исторических событиях и об Яакко Илкка передавались из поколения в поколение, находя отражение как в народном творчестве, так и в произведениях финских поэтов, писателей и композиторов. В память о нём воздвигнуто несколько памятников. В Похьянмаа (в Сейняйоки) издаётся газета, названная именем Яакко Илкка, — Ilkka.
Известны романы, пьесы и оперы, посвящённые Илкка и событиям Дубинной войны. Среди них — драма в стихах «Яакко Илкка и Клаус Флеминг» финского писателя Касимира Лейно (1866—1919), которая была опубликована в 1901 году. Одно из наиболее известных произведений большого жанра в финской музыке конца XX века — опера композитора Йормы Панулы «Яакко Илкка»; её премьера состоялась в 1978 году, в постановке было задействовано около четырёхсот исполнителей и 36 лошадей.